# Le Samouraï
Pour les articles homonymes, voir Samouraï (homonymie).
Pour plus de détails, voir Fiche technique et Distribution.
Le Samouraï est un film noir franco-italien réalisé par Jean-Pierre Melville, sorti en 1967.
Alain Delon y interprète un tueur à gages, le « samouraï », traqué à la fois par la police et par son commanditaire insatisfait de l’exécution de son contrat.
Bien accueilli par la critique, le film est devenu une référence essentielle pour de nombreux cinéastes. Lors de sa sortie en salles, il est vu par près de 2 millions de spectateurs.

## Synopsis
Jef Costello, dit « le samouraï », est un tueur à gages solitaire et taciturne. Il vit dans une chambre délabrée et ne semble avoir pour seule compagnie qu'un bouvreuil en cage. Il vole une DS puis passe dans un garage clandestin afin d'en faire changer les plaques d’immatriculation et de se faire remettre une fausse carte grise et un revolver.
Il se rend ensuite chez Jane Lagrange (Nathalie Delon), une femme à l’emploi du temps chargé : elle est à la fois un peu prostituée, femme entretenue par M. Wiener et aussi maîtresse, très amoureuse, de Jef. Il met au point avec elle l’alibi dont il pourrait avoir besoin la nuit même : si elle est interrogée par la police, elle devra dire qu’il était avec elle de 19 h 15 à 1 h 45. Ensuite, à 2 h, Wiener doit arriver. Puis Jef rejoint un cercle clandestin de joueurs de cartes dans une chambre d’hôtel et les prévient qu’il reviendra vers 2 h du matin.
Il se rend au Martey's, une boîte de jazz, enfile des gants blancs et traverse la salle le plus discrètement possible. Il gagne les coursives, entre dans le bureau de Martey, le patron du lieu, et l’abat. En sortant de la pièce, il se retrouve face à Valérie, la jolie pianiste noire du club. Après s’être débarrassé de ses gants et du revolver, il revient dans l’immeuble de Jane, guette l’arrivée de Wiener et s’arrange pour le croiser. Jef veut être vu par Wiener pour que celui-ci suppose qu’il vient de sortir de chez Jane. Ainsi son alibi sera parfait, il n’y aura plus de « trou » apparent dans son emploi du temps. Il abandonne ensuite la DS.
Il a donc 3 témoins – Jane, Wiener et les joueurs de cartes – qui pourront assurer l’avoir vu, avant, pendant et après la commission du meurtre. La police opère une rafle de 400 personnes et ne tarde pas à pénétrer dans la chambre d'hôtel où se trouvent les joueurs clandestins. Elle embarque Jef.
Bien qu’il n’ait pas d’arme ni de casier judiciaire, Jef devient rapidement le suspect numéro 1 du commissaire chargé de l'enquête (François Périer) car il a été reconnu par plusieurs témoins. Il est donc présenté aux employés et aux clients du club mais leurs avis divergent et surtout, le témoin clé, Valérie, la pianiste, qui l'a vu de face sortir du bureau de Martey, nie catégoriquement le reconnaître, elle ment sur la couleur de son chapeau. D'autre part, Jane certifie qu’il était avec elle, alibi confirmé comme prévu par Wiener. Mais l’opinion du commissaire est faite : pour lui, c’est bien Jef le tueur. Il  s’évertue à le confondre, il le tutoie : « Je vais te faire changer de ton, moi ! ». Cependant, au petit matin, après une nuit d’interrogatoires, faute de preuve et de témoignages concordants, il ne peut que le relâcher. Il le fait néanmoins suivre, mais Jef parvient à déjouer la filature avec beaucoup d’habileté.
Jef se rend sur une passerelle au-dessus de voies ferrées, lieu de rendez-vous convenu avec un envoyé du commanditaire de l'assassinat pour toucher le solde du contrat. Ce commanditaire sachant Jef suspecté par la police, l'intermédiaire a pour mission de le liquider ; il ne parvient toutefois qu’à le blesser au bras. Jef rentre chez lui et panse sa plaie sous l’œil de son bouvreuil qui pépie dans sa cage. Il veut retrouver ceux qui ont cherché à l’éliminer avant qu'ils ne fassent une nouvelle tentative... Tout en échappant aux recherches policières.
Le lendemain, il retourne au club pour voir Valérie, la pianiste. Quand elle sort, il lui demande pourquoi elle a cherché à le couvrir. De deux choses l'une : soit elle ne voulait pas jouer le jeu de la police, soit elle avait reçu l'ordre de ne pas le reconnaître. Elle reste évasive et lui demande de lui téléphoner dans deux heures. Pendant ce temps, deux policiers installent un micro émetteur dans la planque de Jef. Cette intrusion affole son oiseau.
De son côté, le commissaire et deux autres de ses hommes débarquent chez Jane et perquisitionnent son domicile en y semant le plus grand de désordre pour l’impressionner. Puis le commissaire joue l’apaisement et utilise toutes les méthodes possibles pour la faire craquer : menaces, chantage, offre de « protection ». Il tente aussi de susciter sa jalousie en lui révélant que son amant est au même moment avec la pianiste, en vain.
Jef rentre chez lui et, alors qu'il s'apprête à téléphoner, il remarque que son bouvreuil est perturbé et comprend qu’il a eu de la visite. Il fouille la pièce et découvre le micro. Il descend donc dans un bistrot pour appeler Valérie mais elle ne répond pas.
De retour chez lui, Jef est accueilli par l'homme, pistolet au poing, qui l'avait blessé sur la passerelle. Il est surpris quand ce dernier l'informe que ses employeurs ont changé d'avis : l'homme lui règle le solde du contrat sur Martey et le paie, cette fois en totalité, pour une nouvelle mission... Jef parvient à le maîtriser et le contraint, en le tabassant, à lui révéler le nom de l’homme qui l’emploie, un certain Olivier Rey, ainsi que son adresse. Il part après avoir attaché l'homme de main à un tuyau d’eau et lui avoir dit « Voilà comment on devient chômeur. »
En sortant, Jef est longuement pris en filature par un important dispositif policier, dans les rues et dans le métro. Il parvient pourtant, encore une fois, à passer au travers des mailles du filet. Il se rend chez Jane pour la rassurer, puis chez Olivier Rey, constatant qu'il vit dans le même hôtel particulier que Valérie. Il comprend qu'elle est sa maîtresse. Les deux hommes se retrouvent face à face, ils sortent leurs armes, Jef est le plus rapide et le tue.
Il retourne dans la boîte de jazz, enfile de nouveau des gants blancs et se dirige vers Valérie, qui lui dit à voix basse : « Ne reste pas là ». Il sort alors son revolver et la met en joue. Elle lui demande : « Pourquoi Jef ? », il lui répond : « On m’a payé pour ça ». Mais les policiers, qui l'attendaient, l'abattent. L'un d'eux dit à Valérie qui ne peut détacher son regard du corps : « Vous l’avez échappé belle », et un deuxième « Sans nous, c’est vous qui seriez morte ». Mais le commissaire infirme leurs dires en montrant le barillet vide du revolver. Jef avait enlevé toutes les balles, il n’avait plus l'intention de la tuer puisqu’il venait d'éliminer son commanditaire. Melville explique ainsi la fin ambigüe du film : « Costello tombe amoureux de la pianiste, témoin principal du crime, comme il tombe amoureux de sa mort. »

## Fiche technique
- Titre : Le Samouraï
- Réalisation : Jean-Pierre Melville
- Scénario : Jean-Pierre Melville et Georges Pellegrin
- Musique : François de Roubaix
- Photographie : Henri Decaë
  - Opérateur caméra studio : Jean Charvein
- Montage : Monique Bonnot et Yolande Maurette
- Décors : François de Lamothe
- Son : Alex Pront
  - Ingénieur de son : René Longuet
  - Montage son : Robert Pouret
- Affiche : René Ferracci (France)
- Production : Raymond Borderie et Eugène Lépicier
- Sociétés de production : CICC, Fida Cinematografica, Filmel et TC Productions
- Sociétés de distribution : Artists International (1972) (États-Unis), Luna Vídeo (Brésil) (vidéo), New Yorker Films (vidéo), Prodis, The Criterion Collection (2005) (États-Unis) (DVD)
- Pays de production :  France et  Italie
- Langue originale : français
- Format : couleur (Eastmancolor) - son mono
- Durée : 105 minutes
- Date de sortie :
  - France : 25 octobre 1967

## Distribution
- Alain Delon : Jef Costello
- François Périer : le commissaire
- Nathalie Delon : Jane Lagrange, maîtresse de Costello
- Cathy Rosier : Valérie, la pianiste (créditée Caty Rosier)
- Jacques Leroy : l'homme de la passerelle
- Michel Boisrond : Wiener
- Robert Favart : le barman
- Jean-Pierre Posier : Olivier Rey
- Catherine Jourdan : la fille du vestiaire
- Roger Fradet : le 1er inspecteur
- Carlo Nell : le 2e inspecteur
- Robert Rondo : le 3e inspecteur
- André Salgues : le garagiste
- André Thorent : le policier au volant du taxi
- Jacques Deschamps : un policier
- Georges Casati : Damolini
- Jack Léonard : Garcia
- Pierre Vaudier : un policier
- Maurice Magalon : un policier
- Gaston Meunier : le gérant de l'hôtel
- Jean Gold : 1er client dans la boîte de nuit
- Georges Billy : 2e client dans la boîte de nuit
- Ari Aricardi : un joueur de poker
- Guy Bonnafoux : un joueur de poker
- Humberto Catalano : un inspecteur de police
- Carl Lechner : le sosie de Jef
- Maria Maneva : la jeune fille au chewing-gum
- Maurice Auzel : un homme menotté au commissariat (non crédité)

## Production
Le film commence avec une fausse citation, rédigée par Melville lui-même prétendument tirée du livre du Bushido (Livre des samouraï) : « Il n'y a pas de plus profonde solitude que celle du samouraï si ce n'est celle d'un tigre dans la jungle... peut-être... ».
Le film est adapté d'un roman de Joan MacLeod, The Ronin, non crédité au générique. Par ailleurs, Tueur à gage, film de Frank Tuttle (1942) avec Alan Ladd, « est une inspiration avouée de Jean-Pierre Melville pour Le Samouraï (1967), le mimétisme entre les ouvertures [des] deux films (le réveil, Ladd et son chat/Delon et son canari, leur gestuelle respective et la manière d'occuper le décor) étant frappant ».

### Acteurs
À la fin des années '50, Melville et Delon se rencontrent inopinément au bar de l'hôtel du 100, rue La Boétie, qui s'appelait alors "Élysées-Palace". Melville pressent vite le futur de Delon au cinéma : il lui tend son propre carnet d'adresse pour que Delon lui laisse ses coordonnées.
Il découvre ainsi le nom du jeune homme et de son épouse : Nathalie Delon.
Jacques Deschamps joue ici le rôle du policier au micro, dans la scène des confrontations. Dans les mêmes années, il assure en doublage la voix francophone de Robert Stack dans Les Incorruptibles et celle de Clint Eastwood dans la "trilogie du dollar" de  Sergio Leone.

### Tournage
Le film est tourné du 19 juin au 5 août 1967.
Arrivant sur les lieux du tournage (le studio de la rue Jenner) et découvrant la chambre ascétique de Jef Costello, Alain Delon félicite le décorateur François de Lamothe : « C’est formidable ce que tu as fait, ma poule ! ».
C'est pendant le tournage du Samouraï que les studios Jenner, si chers à Jean-Pierre Melville, sont incendiés le 29 juin 1967. Le décorateur François de Lamothe relate qu'en arrivant au studio le matin, il aperçoit une colonne de fumée et des voitures de pompiers. « Je découvre le studio ravagé par le feu, détruit de fond en comble. Melville, encore en pyjama, totalement trempé par les lances à incendie, déambule hagard au milieu des débris fumants ». Finalement, Lamothe reconstruit un nouveau décor en un temps record : deux semaines.

#### Lieux de tournage
Le tournage a lieu principalement à Paris.
L'hôtel dans lequel Costello monte jouer aux cartes la nuit du meurtre est au 4 boulevard de Rochechouart.
Il jette dans la Seine, depuis le pont Alexandre-III, l'arme à feu avec laquelle il a abattu Martey, en exécution d'un meurtre commandité.
Pour percevoir l'argent du contrat, il prend le métro et descend à la station Porte d'Ivry. Il emprunte ensuite l'escalier intérieur de la gare du boulevard Masséna, située sur la ligne de Petite Ceinture. Puis il accède au lieu de rendez-vous, sur la passerelle métallique, détruite en 2004, qui franchit le faisceau de voies ferrées reliant Paris-Austerlitz à Juvisy et à Bordeaux.
La filature dans le métro est filmée sur les lignes 11 et 7 (actuelle 7 bis), aux stations Télégraphe, Place des Fêtes, Jourdain et Châtelet, ainsi que dans des rames MP 55.
Costello va voir Jane, qui réside 11 boulevard de l'Amiral-Bruix, dans le 16e arrondissement de Paris.
La pianiste de la boîte de jazz habite dans un hôtel particulier situé 22 avenue de Messine (8e arrondissement), qui possède un salon à escalier double. Demeure d'Alain Delon dans les années 1960, il abrite actuellement le Centre culturel de l'ambassade d'Ukraine.
À deux reprises, Jef Costello se rend chez un voyou mutique pour faire changer sa plaque d'immatriculation, obtenir une fausse carte grise et un revolver. Le garage se trouve au 118 de la rue de Saint-Antoine à Montreuil (Seine-Saint-Denis), à l'est de Paris ; il a été surélevé d'un étage en 2014.

## Autour du film